# Lenguas kipchak-cumanas
Las lenguas kipchak-cumanas, también conocidas como kipchak occidentales, son uno de los tres grupos de lenguas túrquicas noroccidentales. El grupo consiste en cuatro lenguas habladas en Europa Oriental y el Cáucaso.

## Clasificación
Túrquico

   Lenguas kipchak

    L. kipchak-cumanas

      Idioma cumuco

      Idioma karaim

      Idioma karachái-bálkaro

      Idioma tártaro de Crimea

      Idioma urrumano